# Thomas Meixner (Perkussionist)
Thomas Meixner (* im 20. Jahrhundert) ist ein deutscher Perkussionist und Musikinstrumentenbauer.

## Leben
Meixner studierte an der Hochschule für Musik und Tanz Köln bei Christoph Caskel. Seit 1989 ist er Mitglied des Schlagquartetts Köln, des Thürmchen-Ensembles für neue Musik und des Ensemble Contrast. Regelmäßig tritt er auch mit dem Ensemble MusikFabrik auf, zu dessen Gründungsmitgliedern er gehört, und wirkt an Projekten des Kammerensemble Neue Musik Berlin mit. Von 1993 bis 1997 war er Schlagzeuger der Formation Bronsky Ritual, bis 1999 auch des Ensemble Köln. 
Am Schauspiel Köln hatte er die musikalische Leitung bei der Aufführung von Cardenio und Celinde (2002, nach Andreas Gryphius, Musik und Regie: Manos Tsangaris) und Die Dönerschaltung (2004, Regie Manos Tsangaris). Unter Meixners Leitung, der seit seiner Studienzeit Erfahrungen im Instrumentenbau gesammelt hatte, wurden für die Aufführung von Harry Partchs Delusion of the Fury bei der Ruhrtriennale 2013 sämtliche vom Komponisten erfundenen Saiten- und Schlaginstrumente originalgetreu nachgebaut. Insgesamt wirkte Meixner an mehr als 350 Ur- und Erstaufführungen von Werken zeitgenössischer Komponisten sowie etwa 60 CDs und Buchveröffentlichungen mit und arbeitete u. a. mit Luciano Berio, Mauricio Kagel, Helmut Lachenmann und Karlheinz Stockhausen zusammen.
Von 2000 bis 2007 unterrichtete Meixner Schlagzeug an der Hochschule für Musik und Tanz Köln. 2009 wurde er Dozent der internationalen Komponisten- und Ensembleakademie an der Universität für Musik und darstellende Kunst Graz.